# Dekanat XVII – Jezusa Chrystusa Króla Wszechświata w Sosnowcu
Dekanat Chrystusa Króla w Sosnowcu – dekanat diecezji sosnowieckiej.
W skład dekanatu wchodzą:
- parafia Chrystusa Króla w Sosnowcu
- parafia Matki Bożej Częstochowskiej w Sosnowcu
- parafia Matki Bożej Nieustającej Pomocy w Sosnowcu
- parafia Najświętszego Ciała i Krwi Chrystusa w Sosnowcu
- parafia Najświętszej Maryi Panny Wspomożycielki Wiernych w Sosnowcu
- parafia św. Apostołów Piotra i Pawła w Sosnowcu